# برازای
برازای (به انگلیسی: Barazai) یک روستا در پاکستان است که در پنجاب واقع شده‌است. برازای ۱۶٬۰۰۰ نفر جمعیت دارد.